# Concèntric
Concèntric fue una productora y editora española de discos en lengua catalana (1964 - 1973) nacida de una escisión de la compañía discográfica Edigsa.
La empresa, fundada por Ermengol Passola y Josep Maria Espinàs, tuvo como objetivo normalizar el catalán a través de la música.
Su catálogo consta de 145 títulos entre los que destacan discos de los Setze Jutges (Lluís Llach, Maria del Mar Bonet, Guillermina Motta, Rafael Subirachs ...), de la Nova Cançó (Joan Isaac, Maria Dolors Laffitte ...), grabaciones de los primeros grupos de pop y rock en catalán (Pau Riba)

y música para niños.
Concèntric hizo posible, además, que estándares americanos y franceses se cantaran en catalán.
Disuelta la sociedad titular de Concèntric, Hac, S.A., en 1990 se entregaron los másteres de los discos y el archivo musical a la Generalidad de Cataluña, que los cedió a la Biblioteca de Cataluña.
Cabe destacar entre los premios otorgados a esta editora:
- 1966 Gran Premio del Disco, otorgado por la Revista Ondas.
- 1967 Gran Premio del Disco, otorgado por la Revista Ondas.
- 1968 Disco-Mundo de Oro - Finalista Música Popular Española.
- 1968 Festival Internacional de la Canción de Barcelona (Segundo Premio).
- 1968 IV Gran Premio del Disco Catalán:
Premio Canción Folk (Pau i Jordi)
Premio a la Canción Traducida (Núria Espert)
Premio al mejor disco infantil (Cançons per encarrillar criatures)
Premio Canción Original Popular (Lluís Llach)
Premio a la canción original, mejor compositor e intérprete (Mercè Madolell)
Premio revelación (Maria Dolors Laffitte)
- 1969 Gran Premio del Disco, otorgado por la Revista Ondas.